# Observatorio Demográfico Universitario
El Observatorio Demográfico Universitario (ODU) de la Universidad Nacional Autónoma de Honduras tiene como finalidad propiciar el análisis crítico y el debate a partir de la observación del estado y dinámica demográfica que permita comprender el impacto de los cambios demográficos en diferentes áreas del país y la región, y su interacción con la dinámica demográfica mundial. Ofrece al público en general información sobre variables demográficas (mortalidad, fecundidad y migración) que inciden directa e indirectamente en los procesos sociales que se desarrollan en Honduras. 
La dinámica demográfica engloba al conjunto de hechos como nacimientos, muertes, migrantes, matrimonios, divorcios; el estado y estructura de la población, también ve la composición y la distribución espacial de la población. Todo cambio en la dinámica y estado de la población tiene impacto en la economía, salud, educación, mercado laboral, participación electoral, como temas prioritarios. Un elemento que debe considerarse al observar los fenómenos demográficos es que estos son diferenciales, es decir, tienen un impacto particular en diferentes clases y estratos sociales, razón por la cual cada variable observada debe entenderse en su propio contexto.

## Reseña histórica
El Observatorio Demográfico Universitario ODU se encuentra adscrito a la Maestría en Demografía y Desarrollo (MDD) de la Facultad de Ciencias Sociales de la Universidad Nacional Autónoma de Honduras. En el año 2014, la Maestría en Demografía y Desarrollo presentó formalmente ante las instancias correspondientes la propuesta de creación del Observatorio Demográfico Universitario, logrando dictámenes favorables del Consejo General de Investigación Científica, Asesoría Legal, la Secretaria Ejecutiva de Administración y Finanzas, y de la Junta de Dirección Universitaria, por lo tanto el Consejo Universitario en sesión ordinaria celebrada el día martes 15 de diciembre de 2015 emite el acuerdo de creación del ODU con N° CU-0-177-12-2015. 
En la actualidad, es posible afirmar que un observatorio es el lugar donde se observa, analiza, procesa, actualiza y teoriza acerca de una realidad o contexto determinado. Además, constituye una herramienta útil para construir información y/o conocimiento a partir de datos estadísticos, cuantitativos y cualitativos, diagnósticos y documentos analíticos, que tienen como objeto explicar o aportar conceptos para la compresión de los fenómenos sociales que afectan a una población determinada. 
El Observatorio Demográfico Universitario ha propuesto la observación y sistematización de los indicadores que reflejan la estructura y estado demográfico del país y a la vez visibilizar y poner información al alcance público en general por medio de la plataforma virtual DEVINFO, un programa de acceso libre en donde los usuarios podrán procesar en línea la información de su interés. 

## Geoportal Demográfico

El Geoportal Demográfico es un sistema de información geográfica en línea, para acceder, compartir y desplegar datos geográficos, de forma interactiva.

Con el propósito de generar y difundir conocimiento sobre la situación sociodemográfica, con énfasis en las desigualdades territoriales del país se creó el Geoportal Demográfico. Todo esto en el marco de la transición y bono demográfico que atraviesa Honduras, para contribuir a la generación de evidencia estadística que sirva de insumo en la formulación de políticas públicas.
El Geoportal es un portal interactivo que permite visualizar información en forma de mapas, a nivel de región, departamento y municipio. Fue elaborado con 133 indicadores de datos sociodemográficos y de las desigualdades. Los indicadores son de estructura de la población, dinámica de población, desigualdad en pobreza y desigualdad en educación. Se organizaron las bases de datos espaciales a nivel de departamentos, municipios y regiones territoriales.

## Publicaciones
El ODU difunde periódicamente información sobre el comportamiento estadístico de las principales variables relacionadas con la estructura y dinámica poblacional mediante la producción de boletines, trípticos, notas de prensa y otras publicaciones.

### Atlas Sociodemográfico, Desigualdades Educativas en Honduras
El Atlas es una publicación que consta de una serie de mapas departamentales y municipales que reflejan las desigualdades territoriales que evidencian exclusión, segregación y desigualdad de la población, tanto en aspectos de la estructura población como la situación de la educación.